# Palaemonetes cummingi
Palaemonetes cummingi är en kräftdjursart som beskrevs av Fenner A. Chace 1954. Palaemonetes cummingi ingår i släktet Palaemonetes och familjen Palaemonidae. IUCN kategoriserar arten globalt som sårbar. Inga underarter finns listade i Catalogue of Life.